# Holochelus lazlonadaii
Holochelus lazlonadaii är en skalbaggsart som beskrevs av Keith 2007. Holochelus lazlonadaii ingår i släktet Holochelus och familjen Melolonthidae. Inga underarter finns listade i Catalogue of Life.